# Baldersby
Baldersby is een civil parish in het bestuurlijke gebied Harrogate, in het Engelse graafschap North Yorkshire met 285 inwoners.